# 1999年10月逝世人物列表
1999年逝世人物列表：1月 - 2月 - 3月 - 4月 - 5月 - 6月 - 7月 - 8月 - 9月 - 10月 - 11月 - 12月
1999年10月逝世人物列表，是用於匯總1999年10月期間逝世人物的列表。

## 依日期排序

### 1日
- 泰德·阿裡森，75歲，以色列商人，心臟病發作而死。[1]
- 彼得羅·瑪麗亞·巴爾迪，99歲，義大利作家、策展人和收藏家。[2]
- 桂治洪，61歲，香港電影製片人，肝癌。[3]
- 葛籣·福斯特，69歲，美國水手和奧運獎牌得主，死於食道癌。[4]
- 諾伯特·費利克斯·高恩，78歲，美國羅馬天主教會主教。
- 諾埃爾·詹森，82歲，英國演員。
- Gunnar Ljungström，94歲，瑞典空氣動力學和汽車工程師。
- 維姆·波拉克，75歲，荷蘭政治家，阿姆斯特丹市長（1977-1983），癌症。[5]
- 莉娜·扎瓦羅尼（Lena Zavaroni），35歲，蘇格蘭歌手和電視節目主持人，肺炎。[6]

### 2日
- 穆罕默德·納西魯丁·阿爾巴尼，阿爾巴尼亞伊斯蘭學者。
- 金賢俊，39歲，韓國籃球運動員，死於車禍。
- 加藤敏夫，82歲，日本數學家。
- Heinz G. Konsalik，78歲，德國小說家。[7]
- R. S. Krishnan，88歲，印度實驗物理學家和科學家。
- Lee Lozano，68歲，美國畫家和視覺藝術家。[8]
- 丹尼·梅奧，49歲，美國詞曲作者，心臟病發作而死。
- 李·理查森，73歲，美國演員[9]
- 韋恩·塞維爾，58歲，美國橄欖球教練，心臟病發作而死。[10]
- 格奥尔格·廷特纳，82歲，奧地利指揮家，自殺身亡。[11]

### 3日
- 禹作敏，69岁，天津市静海县大邱庄镇党委原书记。
- 保羅·伯裡斯，76歲，美國棒球運動員。[12]
- 阿拉斯泰爾·赫瑟靈頓，79歲，英國記者，《衛報》編輯。[13]
- N. Mohanan，66歲，印度馬拉雅拉姆語短篇小說作家和小說家。
- 盛田昭夫，78歲，日本企業家，Sony創始人之一。[14]

### 4日
- 伯納德·巴菲特，71歲，法國畫家，自殺。[15]
- Art Farmer，71歲，美國爵士小號手和長號演奏家。[16]
- 德·维利尔斯·赫拉夫，85歲，南非政治家。[17]
- 庭野日敬，92歲，日本佛教領袖。
- 埃米爾·舒馬赫，87歲，德國畫家。[18]
- Rod Shoate，46歲，美國橄欖球運動員。[19]
- 倫納德·肖恩，83歲，美國企業家，車禍自殺身亡。[20]
- Robert G. L. Waite，80歲，加拿大歷史學家、心理歷史學家和學者。[21]

### 5日
- 費爾南德·杜貝，70歲，加拿大律師和政治家，心臟病發作而死。
- 厄爾·埃文斯，89歲，美國生物化學家。[22]
- 亞歷克斯·洛，40歲，美國登山家，雪崩。[23]
- 弗蘭克·K·理查森，85歲，美國律師和法官，死於帕金森病。[24]
- 傑克·薩默維爾，89歲，紐西蘭長老會領袖。

### 6日
- 陳進興，41歲。
- 拉里·弗洛德，91歲，澳大利亞政治家。
- 蘭迪·科爾斯塔德，74歲，挪威戲劇和銀幕女演員。
- 季風猩猩，62歲，美國摔跤手和評論員，死於糖尿病併發症。[25]
- 派翠克·賴利，90歲，英國外交官和大使。[26]
- 阿瑪利亞·羅德裡格斯，79歲，葡萄牙歌手，被稱為“法多女王”，心臟病發作而死。[27]
- Tatevik Sazandaryan，83歲，蘇聯和亞美尼亞歌劇女中音。
- Maris Wrixon，82歲，美國影視女演員，心力衰竭而死。

### 7日
- 德里克·蓋勒，85歲，英國演員。[28]
- David A. Huffman，74歲，美國計算機科學家，死於癌症。[29]
- 布魯斯·裡特，72歲，美國天主教神父和方濟各會修士，死於癌症。[30]
- Genrikh Sapgir，70歲，俄羅斯詩人和小說家，心臟病發作而死。[31]
- Lucien Thèze，86歲，法國籃球運動員。[32]
- 迪米特裡·薩芬達斯，81歲，希臘-莫三比克政治激進分子，死於肺炎。
- 海倫·文森，92歲，美國電影女演員。[33]
- 戴夫·惠特塞爾，63歲，美式橄欖球運動員，死於癌症。[34]

### 8日
- 曼弗雷多·菲斯特（Manfredo Fest），63歲，巴西波薩諾瓦，爵士鋼琴家和鍵盤手。[35]
- 亨利·科赫-肯特（Henri Koch-Kent），94歲，盧森堡公關人員、作家和歷史學家。
- Zezé Macedo，83歲，巴西喜劇演員和女演員。
- 約翰·麥克倫登，84歲，美國籃球教練。[36]
- Reinis Zusters，81歲，拉脫維亞裔澳大利亞藝術家。

### 9日
- 杜奇·多特勒，67歲，美國棒球運動員。[37]
- 米爾特·傑克遜（Milt Jackson），76歲，美國爵士樂顫音演奏家，肝癌。[38]
- 阿赫塔爾·哈米德·汗（Akhtar Hameed Khan），85歲，巴基斯坦社會科學家，心臟病發作。[39]
- 詹姆斯·M·洛根，78歲，美國士兵，榮譽勳章獲得者。[40]
- 若昂·卡布拉爾·德梅洛·內托，79歲，巴西詩人和外交官。[41]
- 羅爾夫·斯坦，88歲，德法漢學家和藏學家。[42]
- 莫裡斯·韋斯特，83歲，澳大利亞小說家和劇作家。[43]
- 弗朗茨·沃爾夫，92歲，德國納粹黨衛軍上元首，二戰期間大屠殺肇事者。

### 10日
- 派翠克·坎貝爾，22歲，北愛爾蘭共和黨人和志願者，被刺傷。
- 喬治·福雷斯特，84歲，美國音樂劇音樂和歌詞作家。[44]
- 阿爾弗雷多·吉爾，84歲，墨西哥歌手[45]
- 古爾·哈桑·汗，巴基斯坦陸軍上將。
- 中村元，86歲，日本印度學家、哲學家和學者。[46]
- 泰德·懷特，86歲，澳大利亞板球運動員。[47]

### 11日
- 阿德里亞諾·巴塞托，74歲，義大利足球運動員。
- 法基爾·拜庫爾特（Fakir Baykurt），70歲，土耳其作家和工會會員。
- 加林娜·比斯特羅娃，65歲，蘇聯運動員。[48]
- 富特男爵約翰·富特，90歲，英國政治家和終身同行。[49]
- 里奧·萊昂尼，89歲，義大利裔美國作家，兒童讀物插畫家。[50]
- 科萊特·皮卡德，85歲，法國考古學家和歷史學家。[51]
- 奧斯卡·瓦利切利，84歲，阿根廷電影演員。

### 12日
- 卡洛斯·巴雷托，23歲，委內瑞拉雛量級拳擊手和奧運選手，在比賽中遭受創傷而死。[52]
- 威尔特·张伯伦，63歲，美國籃球運動員（洛杉磯湖人隊，費城76人隊）和演員（毀滅者柯南），心力衰竭。[53]
- 弗蘭克·弗羅斯特，63歲，美國藍調口琴演奏家，心臟驟停，心臟病發作而死。[54]
- 三浦綾子，77歲，日本小說家，多器官功能障礙綜合症。
- 克萊門特·佩倫，70歲，加拿大電影導演和編劇。

### 13日
- 傑弗里·伯克，86歲，英國羅馬天主教主教。
- 英格麗·恩葛籣德，73歲，瑞典高山滑雪運動員和奧運選手。[55]
- Michael Hartnett，58歲，愛爾蘭詩人，死於酒精性肝病。[56]
- 詹姆斯·E·威廉姆斯，68歲，美國切諾基印第安人，榮譽勳章獲得者。[57]
- 卡西姆-阿裡·扎希爾內賈德，伊朗陸軍將軍，死於中風。

### 14日
- 弗蘭卡·多明尼奇（Franca Dominici），92歲，義大利女演員和配音演員。
- 迪特哈德·赫爾曼（Diethard Hellmann），70歲，德國人，學者。[58]
- 朱利叶斯·尼雷尔，77歲，坦尚尼亞反殖民活動家和政治家，白血病。[59]
- 理查·舒爾（Richard B. Shull），70歲，美國演員，心臟病發作。[60]
- 傑里·沃爾特·麥克法登（Jerry Walter McFadden），51歲，美國連環殺手和性犯罪者，注射死刑。

### 15日
- 约瑟夫·伯格（Yosef Burg），90歲，德國出生的以色列政治家。[61]
- 杜爾加瓦蒂·德維（Durgawati Devi），92歲，印度革命家和自由鬥士。
- 特裡·吉爾基森（Terry Gilkyson），83歲，美國民謠歌手、作曲家和作詞家。[62]
- 埃迪·鐘斯（Eddie Jones），64歲，英國科幻插畫家。[63]
- Torsten Lilliecrona，78歲，瑞典演員。
- 约瑟夫·洛克（Josef Locke），82歲，愛爾蘭男高音。[64]
- 史蒂夫·拉姆齊（Steve Ramsey），51歲，美國橄欖球運動員，交通事故。[65]

### 16日
- 鮑比·比爾德（Bobbie Beard），69歲，美國兒童演員。
- 布魯斯·卡梅隆（Bruce Cameron），43歲，美國吉他手，自殺。[66]
- 比爾·道金（Bill Dodgin），90歲，英國足球運動員，經理和教練。
- 艾拉·梅·莫爾斯（Ella Mae Morse），75歲，美國流行歌手，呼吸衰竭。[67]
- Jean Shepherd，78歲，美國廣播電視名人，作家和演員。[68]

### 17日
- 休·博爾頓，70歲，加拿大冰球運動員。[69]
- 威廉·古爾德·道，104歲，美國科學家、教育家和發明家。[70]
- Tommy Durden，79歲，美國吉他手和詞曲作者。[71]
- 理查德·约翰·哈里森，79歲，英國學者。
- Rick Lapointe，44歲，加拿大冰球運動員，心臟病發作而死。[72]
- 尼古拉斯·梅特罗波利斯，84歲，希臘裔美國物理學家。[73]
- 瑙頓的格雷男爵拉爾夫·格雷，89歲，紐西蘭同齡人，北愛爾蘭最後一任州長。
- 查理斯·萬斯托爾，87歲，澳大利亞政治家。
- 弗朗茨·彼得·沃斯，80歲，德國電影導演和編劇。[74]

### 18日
- 達拉斯·鮑爾（Dallas Bower），92歲，英國導演兼製片人。[75]
- Mahanambrata Brahmachari，94歲，印度教僧侶。[76]
- 約翰·坎農（John Cannon），66歲，跑車賽車手，飛機失事。[77]
- 托尼·克倫比（Tony Crombie），74歲，英國爵士鼓手、鋼琴家、樂隊領隊和作曲家。[78]
- 帕迪·愛德華茲（Paddi Edwards），68歲，英裔美國女演員，呼吸衰竭。
- 羅斯·帕門特（Ross Parmenter），87歲，加拿大音樂評論家、編輯和作家。[79]

### 19日
- Auður Auðuns，88歲，冰島律師和政治家。
- Harry Bannink，70歲，荷蘭作曲家、編曲家和鋼琴家。[80]
- 柏立基，93歲，英國殖民地官員，新加坡總督（1955-1957），第23任香港總督。[81]
- 海耶斯·戈登，79歲，美國演員、舞台導演和表演老師，死於心臟病。[82]
- Ray Katt，72歲，美國棒球運動員和淋巴瘤教練。[83]
- 曾联松，81歲，中國經濟學家，國旗設計師。
- 佩內洛普·莫蒂默，81歲，英國記者、傳記作家和小說家，死於癌症。[84]
- 詹姆斯·C·默里，82歲，美國政治家。
- 娜塔莉·萨罗特，99歲，法國作家和律師。[85]
- E. J. Scovell，92歲，英國詩人和翻譯家。

### 20日
- 漢斯·格奧爾格·阿姆塞爾（Hans Georg Amsel），94歲，德國昆蟲學家。
- 盧卡斯·巴羅斯（Loukas Barlos），79歲，希臘商人，肺癌。
- Agim Çavdarbasha，55歲，科索沃-阿爾巴尼亞雕塑家。
- 卡爾文·格裡菲斯（Calvin Griffith），87歲，美國職業棒球大聯盟球隊老闆。[86]
- Mae Street Kidd，95歲，美國女商人、公民領袖和政治家。[87]
- 傑克·林奇（Jack Lynch），82歲，愛爾蘭菲安娜·法伊爾（Fianna Fáil）政治家和第四任總理（1966-1973,1977-1979），腦血管疾病。[88]
- 威利·施羅德（Willi Schröder），70歲，德國足球運動員。[89]
- 阿卜杜拉·松卡爾（Abdullah Sungkar），62歲，印尼伊斯蘭主義者，恐怖組織伊斯蘭祈禱團的創始人。

### 21日
- 奎妮·阿什頓，95歲，澳大利亞女演員。
- Lars Bo，75歲，丹麥藝術家和作家。[90]
- 約翰·布羅姆維奇，80歲，澳大利亞網球運動員。[91]
- 埃絲特·費爾南德斯，84歲，墨西哥影視女演員，死於肺梗塞。[92]
- H·斯圖爾特·休斯，83歲，美國歷史學家、教授和活動家。[93]
- 拉蒙特·詹森（LaMont Johnson），58歲，美國爵士鋼琴家，心力衰竭。[94]
- 艾哈邁德·塔內爾·基斯拉利，60歲，土耳其政治家、知識份子、律師、專欄作家和學者。
- 霍斯特·克魯格，80歲，德國小說家。
- 弗蘭·奧布萊恩，63歲，美式橄欖球運動員，心臟病發作而死。[95]
- 海因茨·伦内贝格，72歲，西德賽艇運動員和奧運冠軍。[96]
- 根納季·瓦西裡耶夫，59歲，俄羅斯電影導演，腦溢血而死。
- 埃裡克·沃特斯，48歲，比利時馬術和奧運獎牌得主。[97]

### 22日
- Alphonse Anger，84歲，法國體操運動員。[98]
- 馬丁·唐納利，82歲，紐西蘭板球運動員和英格蘭橄欖球運動員。[99]
- 埃德·迈肯，74歲，美國籃球運動員。
- 伊什特萬·納吉，60歲，匈牙利足球運動員。
- 戈登·史密斯，91歲，美國冰球運動員。[100]
- Irv Spencer，61歲，加拿大冰球運動員。[101]

### 23日
- Jean Dauger，79歲，法國橄欖球運動員。[102]
- 安德拉斯·黑格杜斯，76歲，匈牙利共產主義政治家。[103]
- Neriman Köksal，71歲，土耳其女演員，死於乳腺癌。
- 特鲁迪·迈尔，85歲，德國體操運動員。[104]
- 埃裡克·裡，90歲，澳大利亞政治家，塔斯馬尼亞州州長（1958-1969）。
- Luciano Soprani，義大利時裝設計師，死於喉癌。[105]
- 西里爾·詹姆斯·斯塔布菲爾德，98歲，英國地質學家。
- 阿爾伯特·塔克，84歲，澳大利亞藝術家。[106]
- 弗朗西斯·惠特克，93歲，美國藝術家和鐵匠。[107]
- 鮑比·威利斯，57歲，英國詞曲作者，死於肺癌和肝癌。

### 24日
- 约翰·查菲，77歲，美國政治家和參議員，死於充血性心力衰竭。[108]
- Lucien De Muynck，68歲，比利時中長跑運動員和奧運選手。[109]
- 喬治·甘迪爾，73歲，法國短距離皮划艇運動員。[110]
- 吉內特·哈裡森，41歲，英國登山者，死於登山事故。[111]
- Berthe Qvistgaard，89歲，丹麥舞台和電影女演員。[112]
- 菲力浦·桑索姆，83歲，英國無政府主義作家和活動家。
- 馬克·西梅農，60歲，法國導演和編劇，摔倒後死亡。[113]

### 25日
- 倫納德·博伊爾，75歲，愛爾蘭和加拿大中世紀研究和古文字學學者。[114]
- 維托里奧·埃斯帕默（Vittorio Erspamer），90歲，義大利藥理學家和化學家。
- 羅莎莉·加斯科因（Rosalie Gascoigne），82歲，紐西蘭-澳大利亞雕塑家。[115]
- 阿圖羅·赫布魯格（Arturo Herbruger），87歲，瓜地馬拉政治家。
- 薩姆森·基塞卡（Samson Kisekka），87歲，烏干達政治家，心臟病發作。
- 约翰内斯·卡宾，94歲，蘇聯和愛沙尼亞政治家。
- 維克多·薩烏德·瑪麗亞，60歲，幾內亞比紹政治家，殺人犯。
- S. Rajeswara Rao，77歲，印度作曲家和音樂家。
- 佩恩·斯圖爾特，42歲，美國高爾夫球手，死於飛機失事。[116]
- 大衛·斯賓塞·湯姆森，83歲，紐西蘭政治家。

### 26日
- 瑪麗亞·阿爾芭，89歲，西班牙裔美國電影女演員。[117]
- 霍伊特·阿克斯頓，61歲，美國民間音樂創作歌手和演員，心臟病發作而死。[118]
- 埃克納特·埃斯瓦蘭，88歲，印度裔美國精神導師和作家。[119]
- 雷克斯·吉爾多，63歲，德國施拉格民謠歌手，自殺身亡。[120]
- 克利斯蒂安·雅科特，62歲，瑞士大鍵琴演奏家和音樂學家。
- 亞伯拉罕·波隆斯基，88歲，美國電影導演、編劇、散文家和小說家。[121]
- 阿爾伯特·惠特洛克，84歲，英國電影啞光藝術家，死於帕金森病。[122]

### 27日
- 韋斯·伯格倫（Wes Berggren），28歲，美國音樂家，搖滾樂隊Tripping Daisy的吉他手，吸毒過量。
- 約翰尼·伯恩（Johnny Byrne），60歲，英國足球運動員，心臟病發作。[123]
- 露易絲·科利爾（Lois Collier），80歲，美國電影女演員，阿爾茨海默病。[124]
- 弗蘭克·德沃爾（Frank De Vol），88歲，美國編曲家，作曲家和演員，心力衰竭。[125]
- 谢非，66歲，中國政治家，政治局委員，死於白血病。
- 罗伯特·米尔斯，72歲，美國物理學家。[126]
- 何塞·亞倫·阿爾瓦拉多·涅維斯，33歲，墨西哥職業摔跤手，死於感染。
- 埃蒙·奧多爾蒂（Éamonn O'Doherty），60歲，北愛爾蘭政治活動家。
- Charlotte Perriand，96歲，法國建築師和設計師。[127]
- 葛籣·弗農（Glen Vernon），76歲，美國演員。[128][129]
- 奧斯丁·威廉姆斯（Austin B. Williams），80歲，美國癌症學家，癌症。
- 在亞美尼亞國會槍擊案中喪生的著名受害者：[130]
  - 瓦兹根·萨尔基相（Vazgen Sargsyan），40歲，總理
  - Karen Demirchyan，67歲，國民議會議長
  - 尤里·巴赫什揚（Yuri Bakhshyan），52歲，國民議會副議長
  - 倫納德·彼得羅相（Leonard Petrosyan），46歲，緊急事務部長

### 28日
- 霍華德·布朗（Howard Browne），91歲，美國科幻小說編輯和懸疑作家。
- 拉爾夫·克羅斯韋特（Ralph Crosthwaite），63歲，美國籃球運動員。[131]
- 安東尼斯·卡蒂納裡斯（Antonis Katinaris），68歲，希臘音樂家。
- 拉斐爾·阿爾貝蒂·梅雷洛（Rafael Alberti Merello），96歲，西班牙詩人。[132]
- 加斯通·佩斯庫奇（Gastone Pescucci），73歲，義大利演員和配音演員。

### 29日
- 卡邁勒·阿達姆（Kamal Adham），71歲，沙特商人，心臟病發作。
- Brita Appelgren，86歲，瑞典電影女演員。
- 羅莎·弗曼（Rosa Furman），69歲，墨西哥女演員，心臟驟停。
- 格雷格，68歲，比利時漫畫家，死於動脈瘤。[133]
- 卡文·肯德爾，57歲，英國演員，癌症。[134]
- 科林·馬修，58歲，英國歷史學家和學者，心臟病發作而死。[135]
- 奧拉爾·莫斯利，87歲，美國藝術家。
- Borhan Abu Samah，34歲，新加坡足球運動員，死於肝癌。

### 30日
- 邢慕寰(中央研究院院士)，85歲，經濟學家，1942年畢業後，與同學來臺灣，創建中央研究院經濟研究所，兼首任所長、院士、院長。[136]
- 尼塞·達·西爾維拉（Nise da Silveira），94歲，巴西精神病學家，卡爾·榮格（Carl Jung）的學生，肺炎。
- 格蕾絲·麥克唐納（Grace McDonald），81歲，美國女演員，肺炎。[137]
- 烏西奧·諾沃尼拉，69歲，西班牙詩人、記者和兒童作家。[138]
- 馬克斯·派特金（Max Patkin），79歲，美國棒球運動員和小醜。[139]
- 加博爾·波加尼（Gábor Pogány），84歲，匈牙利出生的義大利電影攝影師。
- Savumiamoorthy Thondaman，86歲，斯里蘭卡政治家。[140]
- Maigonis Valdmanis，66歲，拉脫維亞籃球運動員。[141]
- 保羅·惠特利，78歲，英美歷史地理學家。[142]
- 拉特科·乔利奇，81歲，塞爾維亞足球運動員。

### 31日
- 李裕隆，60岁，马来西亚政治人物，前财政部长李孝式之子，潜水身亡。[143]
- Gameel Al-Batouti，59歲，埃及飛行員;埃及航空 990 航班的救援副駕駛
- 鄧尼斯·貝隆（Denise Bellon），97歲，法國攝影師。[144]
- 奧古斯特·切爾科夫斯基，72歲，波蘭物理學家和政治家。
- 約翰·溫賴特·埃文斯（John Wainwright Evans），90歲，美國天文學家，謀殺自殺。[145]
- 霍華德·弗格森（Howard Ferguson），91歲，愛爾蘭作曲家和音樂學家。
- Martin Hellberg，94歲，德國演員、導演和作家。[146]
- 雅各維茨男爵伊曼紐爾·雅各維茨，78歲，英國拉比。[147]
- 格雷格·摩爾（Greg Moore），24歲，加拿大賽車手，賽車事故。[148][149]
- 懷亞特·盧瑟（Wyatt Ruther），76歲，美國爵士樂低音提琴手。[150]